# Melisa Cejas
Melisa Daniela Cejas (Santa Fe, 26 ottobre 1984) è una cestista argentina.

## Carriera
Con l'Argentina ha disputato i Campionati mondiali del 2010 e due edizioni dei Campionati americani (2007, 2009).